# Coming Home (песня Firelight)
«Coming Home» (Возвращение домой) — песня в исполнении мальтийской фолк-группы Firelight, с которой они представили Мальту на конкурсе песни «Евровидение-2014». Автором песни является Ричард Микаллеф.
Песня была выбрана 8 февраля 2014 года на национальном отборе Мальты на «Евровидение», что позволило мальтийской группе представить свою страну на международном конкурсе песни «Евровидение-2014», который прошёл в Копенгагене, Дания.

## Список композиций
| №  | Название                        | Длительность |
| -- | ------------------------------- | ------------ |
| 1. | «Coming Home»                   | 2:57         |
| 2. | «Coming Home» (Karaoke Version) | 2:57         |
| 3. | «Coming Home» (Instrumental)    | 2:57         |

## Позиции в чартах
| Чарт (2014)                     | Наивысшая позиция |
| ------------------------------- | ----------------- |
| Австрия (Ö3 Austria Top 40)     | 50                |
| Ирландия (IRMA)                 | 93                |
| Германия (GfK)                  | 83                |
| Швейцария (Schweizer Hitparade) | 58                |
| Великобритания (OCC UK Singles) | 82                |